# Archer-Gletscher
Der Archer-Gletscher ist ein Gletscher an der Danco-Küste des Grahamlands im Norden der Antarktischen Halbinsel. Er fließt in nordwestlicher Richtung zur Bolsón Cove in der Flandernbucht.
Die erstmalige Kartierung des Gletschers geht auf Teilnehmer der Belgica-Expedition (1897–1899) des belgischen Polarforschers Adrien de Gerlache de Gomery zurück. Das UK Antarctic Place-Names Committee benannte ihn 1960 nach dem britischen Fotografiepionier Frederick Scott Archer (1813–1857), der 1849 das Kollodium-Nassplattenverfahren in der Fotografie erfand.